# HD 39547
HD 39547，又名CP-52 791，SAO 234162、HR 2044，是一颗恒星，视星等为6.35，位于銀經260.39，銀緯-30.3，其B1900.0坐标为赤經5h 48m 17.3s，赤緯-52° -30.3′ 38″。